# Cobra noir
Cobra noir est la cinquante-troisième histoire de la série Les Aventures de Buck Danny, la première scénarisé par Frédéric Zumbiehl et la seule dessinée par Francis "Winis" Winisdoerffer.
Elle est publiée pour la première fois dans le journal Spirou du no 3936 au no 3941, puis sous forme d'album le 8 novembre 2013. C'est le premier album de Buck Danny écrit par Frédéric Zumbiehl après l'abandon par Francis Bergèse de la série en 2008 avec Porté disparu.

## Résumé
La situation géopolitique en Asie mineure est tendue, un F-22 américain envoyé faire une reconnaissance électronique sur la frontière du Basran (tout porte à croire qu'il s'agit en fait de l'Iran), a été abattu par un missile sol-air ultramoderne qui ne devrait pas faire partie de la panoplie de cet état placé sous embargo international parce qu'il cherche à se doter de l'arme nucléaire. Le gouvernement américain, qui envisage d'effectuer des frappes sur les sites de recherche nucléaires du Basran, charge Danny, Tumbler et Tuckson d'élucider la disparition du Raptor  et d'établir une évaluation des défenses antiaériennes de ce pays. Divisés en deux équipes chargées respectivement de reconnaitre les frontières nord et sud du Basran, les américains  sont équipées de Sukhoï empruntés à l'Agressor Squadron et à l'armée israélienne. Tuckson va faire équipe avec une officier-pilote israélienne dont il va tomber amoureux et qui va s'avérer être en fait une espionne russe chargée de récupérer et d'évacuer les techniciens russes affectés la mise en œuvre de batteries de missiles SA-400 fournies par la Russie au Basran en violation des accords internationaux.

## Contexte historique
En décembre 2006, les Nations unies mettent en place un embargo sur les armements au travers notamment de la résolution 1737.
En février 2007, l'Union européenne met en place à son tour un embargo sur les armes contre l'Iran. Cet embargo concerne également le matériel de surveillance de télécommunication, le matériel de maintien de l'ordre et le matériel nucléaire à destination militaire. Le commerce des armes, des munitions, des véhicules et équipements militaires et paramilitaires (ainsi que leurs pièces détachées), les services financiers liés à l'armement sont prohibés, ainsi que le matériel utilisé pour l'utilisation de réacteurs nucléaires à eau légère.
L'Union européenne interdit également en 2012 l'importation d'hydrocarbures en provenance d'Iran, et l'exportation vers l'Iran de matériel miniers, de métaux précieux et d'équipements navals. L'Union européenne gèle également les actifs financiers de la république d'Iran, ainsi que des banques iraniennes. Enfin, l'Union européenne interdit l'accès à son sol aux transports aériens de frets venant d'Iran et interdit le commerce de pièces détachées et de services de maintenance pour l'aviation iranienne.
En 2012, le National Defense Authorization Act permet de restreindre la possibilité pour la banque centrale d’Iran d'utiliser des services financiers étrangers pour l'exportation d'hydrocarbures.
En 2013, le congrès américain vote un renforcement des sanctions contre l'Iran.

## Personnages
- Buck Danny
- Jerry Tumbler
- Sonny Tuckson
- Shana Abramson
- Slim Holden

## Avions
- Lockheed Martin F-22 Raptor
- McDonnell Douglas F/A-18 Hornet
- Grumman C-2 Greyhound
- Sukhoï Su-34
- Sukhoï Su-30M Flanker F
- Sukhoï Su-27K Flanker D
- MiG-21 Fishbed
- Boeing-Bell V-22 Osprey
- Mikoyan-Gourevitch MiG-29
- Mikoyan-Gourevitch MiG-23
- Boeing CH-47 Chinook
- Eurocopter EC665 Tigre

## Publication

### Revues
du no 3936 de Spirou (18/09/2013)
au no 3941 (23/10/2013)

### Album
Dupuis "grand public" le 8 novembre 2013